# KZ-Außenlager Urbès

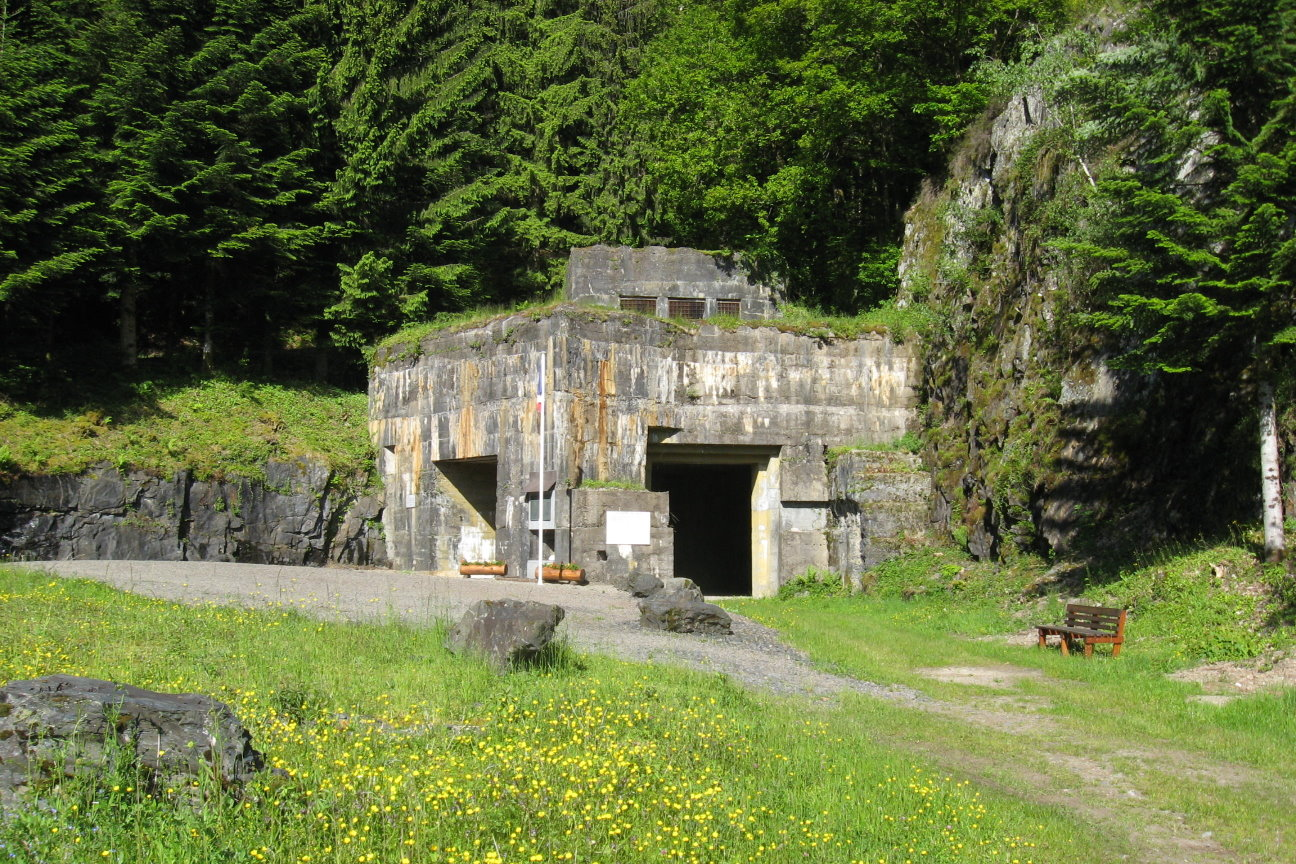
Der 1944 von Zwangsarbeitern errichtete Eingang zum Tunnel d'Urbès

Das KZ-Außenlager Urbès – nach der Nachbargemeinde Wesserling häufig auch als Außenkommando Wesserling-Urbès (oder Urbis) bezeichnet – war ein im März 1944 eröffnetes Außenlager des KZ Natzweiler-Struthof. Es bestand aus einem Lager für die zur Zwangsarbeit gezwungenen KZ-Häftlinge und einer unterirdischen Produktionsstätte (Deckname Kranich) für Flugzeugmotoren im unvollendet gebliebenen Eisenbahntunnel von Urbès. Lager und Produktionsstätte wurden im Oktober/November 1944 wegen des alliierten Vormarsches aufgegeben.

## Das Außenlager Urbès im Kontext der Rüstungsindustrie
Nach Robert Steegmann wies das KZ Natzweiler im August 1944 den höchsten Häftlingsbestand im Laufe seiner Geschichte auf, „was mit der neuen Rolle der Konzentrationslager bei der Ausbeutung menschlicher Arbeitskraft im Rahmen des totalen Krieges zusammenhing“. Ein wichtiger Baustein in diesem System „der Ausbeutung menschlicher Arbeitskraft“ war die Gründung von Außenlagern, in denen vorrangig für die Rüstungsindustrie gearbeitet werden musste. Diese Außenlager unterstanden zwar dem Stammlager Natzweiler-Struthof, doch ab 1944 wurden die meisten Häftlinge direkt in die Außenkommandos verbracht. In Kontakt zum Stammlager kamen sie allenfalls im Falle einer Überstellung in das dortige Krankenrevier.:S. 68
Das Außenlager Urbès entstand Mitte März 1944 in dem zuvor skizzierten Kontext. Seine Notwendigkeit aus der Sicht des NS-Regimes und der Rüstungsindustrie ergab sich aus den Folgen der Big Week, in der die Alliierten Luftstreitkräfte zwischen dem 20. und dem 25. Februar 1944 verheerende Angriffe auf die deutsche Rüstungsindustrie geflogen hatten. Um diese Schäden zu kompensieren, gründeten Albert Speer, Erhard Milch und Hermann Göring einen neuen Führungsstab, der insbesondere die Produktion von Jagdflugzeugen wieder in Gang bringen sollte.:S. 32
Eine der zu ergreifenden Maßnahmen bestand darin, für die Rüstungsproduktion vorhandene Untertageanlagen (Bergwerke, Tunnel, Steinbrüche) ausfindig zu machen, in die gefährdete Produktionsstätten im Rahmen der U-Verlagerung verlegt werden konnten. Zum Ausbau dieser Produktionsstätten und deren anschließenden Betrieb sollten KZ-Häftlinge herangezogen werden. Unter der Leitung des hochrangigen SS-Offiziers Hans Kammler wurden ab Mitte März 1944 20 Projekte in Angriff genommen, davon 10 mit höchster Priorität. Eines dieser 10 A-Projekte, das Projekt A 10 (codename Kranich), war der Tunnel bei Urbès.:S. 32
Der nie fertiggestellte Eisenbahntunnel von Urbès sollte Produktionsstandort für eine unterirdische Flugmotorenfabrikation für den Motorentyp Daimler-Benz DB 605 werden, mit dem vor allem Jagdflugzeuge des Typs Messerschmitt Bf 109 ausgestattet waren. Urbès sollte „als Standort der Daimler-Benz-Niederlassungen in Colmar, Reichshof (Flugmotoren-Werke) und Sindelfingen dienen […]. Ziel war es, die über ganz Deutschland verstreuten Produktionsstätten von Daimler-Benz in Urbis zu konzentrieren.“:S. 296

## Die kurze Existenz des Außenlagers Urbès
Wie oben schon erwähnt, umfasste der Komplex des Außenlagers Urbès das Lager für die Häftlinge und den Stollen des Eisenbahntunnels als geplantem Produktionsstandort. Ernest Gillen, ein ehemaliger Deportierter aus Luxemburg, hat das in einer Lagerskizze noch etwas differenzierter dargestellt. Nach ihm befand sich das Hauptlager einschließlich der vorgelagerten Unterkünfte für die SS dort, wo sich heute der Campingplatz befindet. Dieses Gelände war auch der Standort der Arbeiterunterkünfte während der Tunnelbauarbeiten in der ersten Hälfte der 1930er Jahre. (Lage) Innerhalb dieses Lagerkomplexes enthält Gillens Skizze noch einen separaten Bereich, den er als „Camp des Italiens“ bezeichnete, und darüber hinaus zeichnete er einen weiteren Lagerbereich direkt neben dem Tunneleingang ein, etwa 700 Meter bergauf. Nach ihm war dies das „Camp des ‚Ostarbeiter‘“. (Lage) Huth bestätigt dies, indem er darauf hinweist, dass die „Daimler-Benz Juden“ „nach ihrem Eintreffen vom übrigen Lager abgesondert worden [seien], damit sie nicht mit den anderen Gefangenen in Kontakt kämen“.:S. 34
Ab dem 25. März 1944 trafen die zur Zwangsarbeit verpflichteten Menschen in Urbès ein – durchweg aus anderen Konzentrationslagern.
- 300 Häftlinge aus dem KZ Dachau waren die ersten, die eintrafen.[6]
- Am 29. März wurden weitere etwa 200 Häftlinge aus Dachau ins Elsass verlegt, die aber zwischen den Lagern Urbès und dem Außenlager Markirch (Lager A 9 in der Jägerstab-Klassifikation) aufgeteilt wurden.[7]
- Am 6. April 1944 folgten 502 Häftlinge aus dem Konzentrations- und Vernichtungslager Lublin-Majdanek.
- Am 6. Mai folgten 550 Häftlinge aus Auschwitz.
- Zwischen dem 22. Mai und Mitte August 1944 kamen in fünf Transporten 36 aus dem Stammlager Natzweiler.

Zu den Häftlingen aus Lublin-Majdanek gehörte Zacheusz Pawlak, von dem es eine Erinnerung an die Ankunft in Wesserling und dann in Urbès gibt.

„Am Nachmittag [erreichten wir das Ziel]. Der Zug hielt in Wesserling im Elsass an (…) Die Deutschen bereiteten uns zum Abmarsch vor. Obwohl ich mich in den nicht passenden Holzschuhen kaum auf den Beinen halten konnte, ging ich gemeinsam mit den anderen in der Kolonne in Richtung der Berge eine lange, gewundene Landstraße entlang, deren Rand abschnittsweise Nussbäume säumten. Nachdem wir etwa 6 km auf dieser herrlichen Straße in der Ebene gegangen waren, sahen wir Baracken, die mit Stacheldraht eingezäunt waren. Drei der Baracken waren für Häftlinge bestimmt und eine außerhalb des Drahtzauns für die Wachmannschaft und die Kommandantur.
Auf einer etwa 1,5 km vom Lager entfernten Anhöhe sah man den schwarzen Austritt eines Tunnels. Davor erhob sich in Richtung der Baracken eine Aufschüttung frisch ebrochenen
Gesteins, die sich bis zu einer hohen und noch nicht vollendeten Brücke über eine tiefe Schlucht, in der ein reißender Gebirgsbach floss, hinzog.
Man führte uns in das Lager, in dem sich etwa 750 Häftlinge befanden. Wir wurden in Baracke 3 untergebracht. Auf dem Lagerplatz bemerkten wir Fundamente von vielen ausgebrannten Baracken. Die von Häftlingen bewohnten waren auf den alten Fundamenten errichtet. Wir erfuhren, dass die Franzosen bereits seit dem Jahre 1935 einen Tunnel durch die Vogesen getrieben hatten. Bis zum Ausbruch des Zweiten Weltkriegs ist man etwa 7 km vorangekommen (…) Gleich hinter dem Lager, hinter der Geländeerhebung, befanden sich die Baracken, die für zivile Arbeiter bestimmt waren.“

Pawlaks letzter Satz verweist auf die unterschiedlichen Kategorien von Menschen, die sich in diesem Außenlager aufhielten.
- Es gab die sogenannten „Bauhäftlinge“, die außerhalb des Tunnels beim Bau der Baracken eingesetzt waren und beim Umbau des Tunnels in eine unterirdische Fabrik.[8] Zu ihnen zählten auch die Männer des „Bahnhofskommandos“, die am Bahnhof Wesserling zum Be- und Entladen gebraucht wurden[2]:S. 297, und im eingangs schon erwähnten Château de Wesserling, das von der SS in Beschlag genommen worden war, war ein Häftlingskommando in der SS-Küche beschäftigt, während andere Häftlinge sich um die Sauberkeit des Parks kümmern mussten.[9]
- Die „Produktionshäftlinge“ waren jene, die innerhalb des Tunnels für die Motorenproduktion eingesetzt wurden. Zu ihnen zählten vor allem die „Daimler-Benz-Juden“ aus dem Ghetto von Reichshof, die dort bereits für diese Arbeiten ausgebildet worden waren.[8]
- Darüber hinaus gab es die Kategorie der am Bau beteiligten „Zivilarbeiter“[3]:S. 33, die im Dienst der am Bau beteiligten Firmen standen, so zum Beispiel der Firma Degler aus Rastatt, die in Straßburg eine Niederlassung unterhielt.[2]:S. 297 Es handelte sich hauptsächlich um ein Dutzend elsässische Zivilarbeiter, die in für sie requirierten Zimmern bei Einheimischen wohnten und täglich mit einem Fahrzeug zum und vom Lager weg transportiert wurden.[9]
- Eine weitere Kategorie bildeten nach Huth „polnische, sowjetische und italienische ‚zivile‘ Zwangsarbeiter und jüdische KZ-Häftlinge in der Produktion“.[3]:S. 33

Sie alle unterstanden einem Führungsstab des Außenlagers, der aus einem Leiter und seinem für die Bauplanung verantwortlichen Stellvertreter bestand, sowie einem Kommandoführer für den Einsatz der KZ-Häftlinge und einem Wachkommandoführer und weiteren Personen für spezielle Aufgaben. Die Bauleitung wurde zusammen mit den Beauftragten der zu verlagernden Rüstungsfirma ausgeübt, in dem Fall den Vertretern von Mercedes-Benz.:S. 33 In Urbès war der SS-Hauptsturmführer Josef Janisch der Projektleiter, während das Häftlingslager unter Leitung von SS-Hauptsturmführer Arnold Brendler stand.
Das Lager- und Wachpersonal, das in Privatunterkünften und in einem Hotel untergebracht war, bestand anfangs aus etwa 30 Personen und wuchs schließlich auf 120 Personen an. Es bestand aus SS-Leuten sowie Offizieren und Soldaten der Luftwaffe.
Die Lebensverhältnisse waren für die Häftlinge sowohl im Lager als auch an den Arbeitsstätten katastrophal. In den Baracken schliefen 120 bis 150 Menschen in einem engen Raum auf dem Boden und hatten nur etwas Stroh als Unterlage. Die Nahrung war sehr schlecht und ungenügend. Und über die Arbeitsbedingungen berichtete ein Häftling:

„Die Luft innerhalb des Tunnels war erstickend; es war sehr feucht und miefig und die Luft war von den Abgasen der Diesel-Motoren  verschmutzt. Man konnte kaum einige Meter vor sich hinsehen. Am Boden lag in einigen Orten zwischen 10 und 20 cm Wasser und es triefte dauernd von der Decke herunter. Am Anfang mussten wir ohne Pause bis zu 12 Stunden am Tag arbeiten.“

Unter diesen Umständen waren Krankheiten und Unfälle nahezu unausweichlich. Doch anfangs verfügte das Lager über keine eigene Krankenstation, weshalb bis Ende Juli 1944 Kranke in das Stammlager Natzweiler überstellt wurden. Seit dem 22. Mai 1944 befand sich allerdings der irakische Häftling Aschur Barhard, ein Mediziner, der von den Nazis als französischer politischer Schutzhäftling betrachtet wurde, im Lager und hatte die Aufgabe, kranke Häftlinge zu pflegen.:S. 34 Während Steegmann die in Urbès herrschenden extremen Bedingungen dafür verantwortlich macht, dass mehr als 100 der hier arbeitenden Häftlinge an den Folgen von Verschleppung und Zwangsarbeit.starben:S. 296 f., ist auf der Webseite Gedenkorte Europa von 51 Menschen die Rede, die im Außenlager Urbès zu Tode gekommen seien. Bei Huth heißt es gar, dass es im Lager nur vereinzelte Todesfälle gegeben habe, von denen einige auch im Zusammenhang mit gescheiterten Fluchtversuchen standen. Aufgegriffene Häftlinge seien erhängt worden.:S. 34 Gegen Josef Janisch und Arnold Brendler wurden nach dem Krieg wegen derartiger Erhängungen Strafverfahren eingeleitet. Die Staatsanwaltschaft beim Landgericht Stuttgart stellte die Verfahren am 22. Februar 1971 endgültig ein:
- Bei Brendler sei schon in einem früheren Verfahren „nicht festgestellt worden, daß Brendler bei der Erhängung irgendeine Funktion ausgeübt hat, sodaß seine bloße Anwesenheit bei der Erhängung nicht als Mord oder Beihilfe zum Mord angesehen werden konnte“.
- Bei Janisch sei ein früheres Ermittlungsverfahren vorläufig eingestellt worden, „da er unbekannten Aufenthalts war“. Inzwischen war dessen Anschrift zwar bekannt, der Beschuldigte aber verstorben. „Insoweit hat sich das Verfahren erledigt.“

Unter Berufung auf Steegmann und Wehrbach geht die AFMD 68 davon aus, dass die Gesamtzahl der in Urbès eingesetzten Häftlinge und Deportierten bei über 2.100 Personen lag, darunter 1.100 Russen, 300 Polen, 40 Deutsche, Luxemburger, Jugoslawen, Franzosen und 200 italienische Kriegsgefangene sowie die 465 „Daimler-Benz Juden“, von denen 11 aus Deutschland stammten, 9 aus der UdSSR, 1 aus Tschechien und 444 aus Polen. Die Zahl der tatsächlich gemeinsam im Außenlager anwesenden Häftlinge unterlag großen Schwankungen, da ständig Verlegungen zwischen verschiedenen Lagern und dem Stammlager Natzweiler-Struthof stattfanden.

## Produktionsbeginn und Lagerende
Mit dem Fortgang der Bauarbeiten im Stollen und vermutlich auch aufgrund der näherrückenden Frontlinien verringerte sich ab Juni 1944 die Zahl der Häftlinge. Es gab Überstellungen an das benachbarte Lager in Markirch und vor allem ins KZ Neckarelz, das ebenfalls als Außenstelle von Natzweiler-Struthof Produktionsstätten für die Mercedes-Flugzeugmotoren betrieb. Ein Zug, mit dem am 9. August 1944 300 Häftlinge aus Urbès nach Neckarelz transportiert werden sollten, geriet bei Karlsruhe in einen Fliegerangriff. Es gab mehr als 100 Tote.:S. 34
Zu diesem Zeitpunkt war in Urbès die Motorenproduktion überhaupt noch nicht angelaufen. Diese begann erst nach dem Eintreffen der 465 „Daimler-Benz Juden“ am 25. August 1944, die über mehrere Zwischenstationen (unter anderem im KZ Flossenbürg) zusammen mit den notwendigen Maschinen in Wesserling eintrafen.:S. 34 Ein genaues Datum, ab wann tatsächlich Motoren produziert wurden, ist nicht überliefert.

„Für kurze Zeit (wenige Wochen) konnte die Produktion aufgenommen werden. […] Wegen des alliierten Vormarsches wurden die verbliebenen 462 jüdischen Häftlinge jedoch schon bald wieder am 10. Oktober 1944 zum KL Sachsenhausen abgeschoben und angeblich durch italienische Zwangsarbeiter ersetzt, welche die Maschinen bis Ende November 1944 in Sicherheit bringen sollten. Wahrscheinlich wurde das gesamte Unternehmen nach Kamenz in Sachsen verlegt, wo es den Codenamen „Elster GmbH Kamenz“ erhielt. Ehemalige jüdische Häftlinge gaben an, nach der Zwangsarbeit für Daimler-Benz im November und Dezember 1944 in den Herrmann-Göring-Werken Braunschweig und darauffolgend in der U-Boot-Fabrik Blumenthal bei Bremen eingesetzt worden zu sein.“

Abweichend davon ist bei Steegmann zu lesen, dass unter anderem auch die Maschinen aus Urbès in den Lämmerbuckeltunnel bei Wiesensteig südlich von Göppingen gebracht worden seien. Über einen eventuellen Einsatz von Natzweiler-Häftlingen dort gäbe es aber keine Hinweise.:S. 297
Ironie der Geschichte: Der einzige Zug, der den Bahnhof Wesserling mit im KZ-Außenlager Urbès produzierten Flugzeugmotoren verließ, kam nie an: er entgleiste bei Thann.

## Gedenkort Tunnel

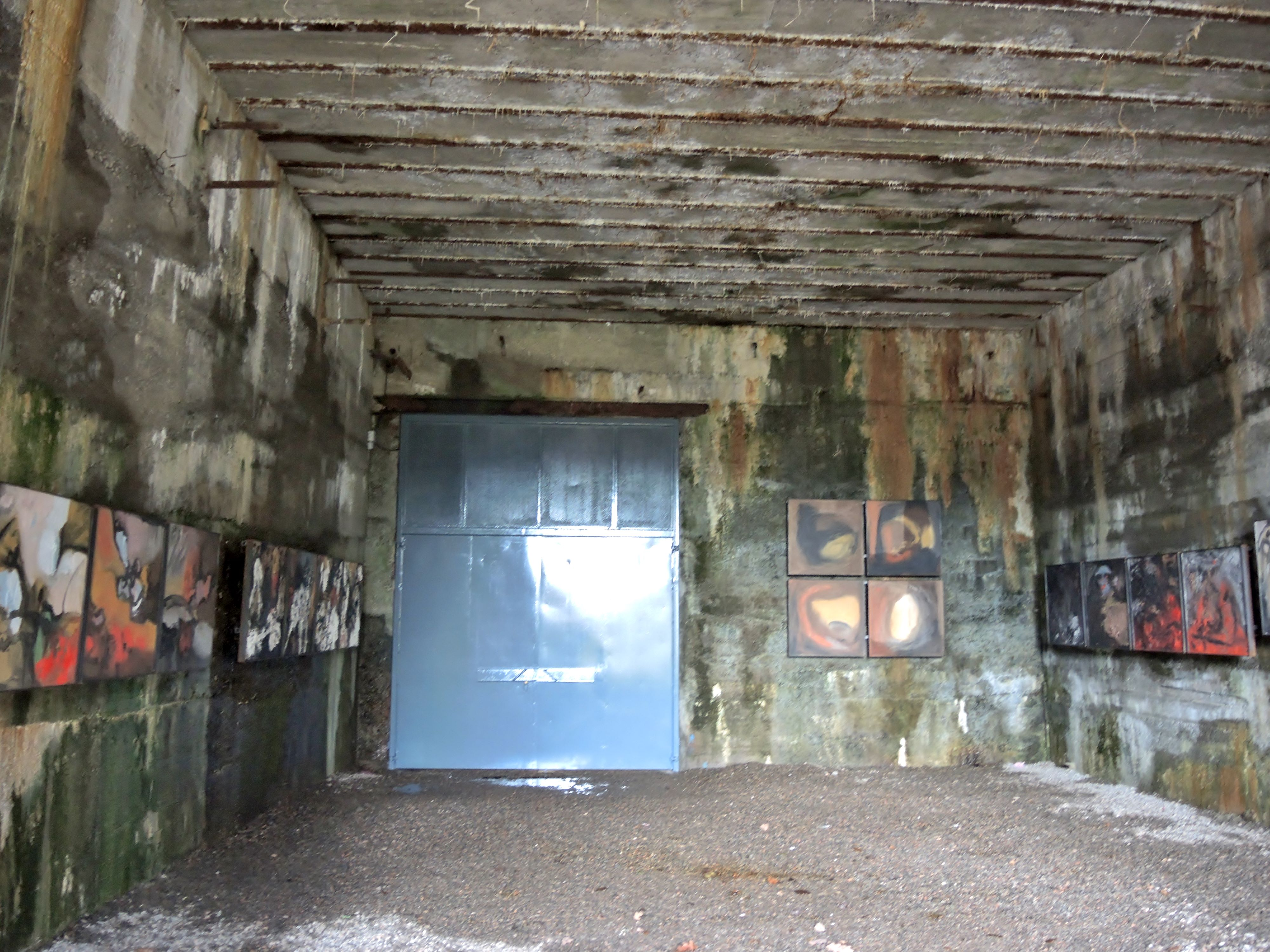
Der Vorbau zum Tunnel mit Blick auf den heute gesperrten Zugang zum eigentlichen Tunnel

Die Geschichte des Tunnels von Urbès einschließlich seiner Zeit als KZ-Außenlager in Verbindung mit einer Produktionsstätte für Rüstungsgüter ist heute umfassend erforscht und dokumentiert. Der eigentliche Tunnel ist nicht zugänglich, lediglich der von den Zwangsarbeitern errichtete mächtige Bunkervorbau. Dieser enthält die Geschichte des Tunnels aufgreifende Kunstwerke, die von 2013 bis 2015 von Schülern des Lycée Gustave Eiffel in Cernay im Rahmen eines pädagogischen Projekts gestaltet wurden.
Zu der 2016 erweiterten Gedenkstätte führt vom Kirchplatz in Urbès aus ein von Infotafeln begleiteter Pfad der Erinnerungen. Vor dem Tunnelportal erzählen weitere 10 Informationstafeln die Geschichte des Lagers und der Menschen, die so hart arbeiten mussten.